# BPA Professional Championship
Il BPA Professional Championship è stato un torneo professionistico di snooker, che si è disputato dal 1923 al 1927, dal 1929 al 1930 e nel 1932 a Londra, in Inghilterra.

## Storia
La competizione venne disputata per la prima volta nel 1923, presso la Thurston Hall di Londra; a vincere fu Tom Dennis, il quale batté WJ Ayres, per 4-1. La medesima finale venne riproposta anche nel 1924, con Dennis che ottenne nuovamente il successo, stavolta con il punteggio di 4-2.
George Rivett trionfò nel 1925, nell'anno del passaggio alla Burroughes Hall, mentre nell'edizione successiva vinse lo scozzese Nat Butler, il primo non inglese. Butler bissò il successo anche nel 1927, sconfiggendo Dennis; quest'ultimo conquistò l'evento nel 1929. Butler vinse per la terza volta nel 1930, eguagliando Dennis al primo posto di questa speciale classifica.
Il futuro campione del mondo Walter Donaldson fece sua l'ultima edizione, giocatasi nel 1932.
| Anno | Vincitore        | Finalista       | Risultato       | Città           | Impianto        | Note            |
| ---- | ---------------- | --------------- | --------------- | --------------- | --------------- | --------------- |
| 1923 | Tom Dennis       | WJ Ayres        | 4 - 1           | Londra          | Thurston Hall   | [ 2 ]           |
| 1924 | Tom Dennis       | WJ Ayres        | 4 - 2           | Londra          | Thurston Hall   | [ 3 ]           |
| 1925 | George Rivett    | William Wall    | 4 - 0           | Londra          | Burroughes Hall | [ 4 ]           |
| 1926 | Nat Butler       | C Frost         | 4 - 1           | Londra          | Burroughes Hall | [ 5 ]           |
| 1927 | Nat Butler       | Tom Dennis      | 4 - 1           | Londra          | Burroughes Hall | [ 6 ]           |
| 1928 | Non disputatosi  | Non disputatosi | Non disputatosi | Non disputatosi | Non disputatosi | Non disputatosi |
| 1929 | Tom Dennis       | George Rivett   | 4 - 1           | Londra          | Burroughes Hall | [ 7 ]           |
| 1930 | Nat Butler       | Frank Bass      | 4 - 0           | Londra          | Burroughes Hall | [ 8 ]           |
| 1931 | Non disputatosi  | Non disputatosi | Non disputatosi | Non disputatosi | Non disputatosi | Non disputatosi |
| 1932 | Walter Donaldson | AE Bridgwater   | 4 - 3           | Londra          | Burroughes Hall | [ 9 ]           |

## Finalisti
| N° | Giocatore        | Vittorie | Finali perse | Totale |
| -- | ---------------- | -------- | ------------ | ------ |
| 1  | Tom Dennis       | 3        | 1            | 4      |
| 2  | Nat Butler       | 3        | 0            | 3      |
| 3  | George Rivett    | 1        | 1            | 2      |
| 3  | WJ Ayres         | 0        | 2            | 2      |
| 5  | Walter Donaldson | 1        | 0            | 1      |
| 5  | William Wall     | 0        | 1            | 1      |
| 5  | C Frost          | 0        | 1            | 1      |
| 5  | Frank Bass       | 0        | 1            | 1      |
| 5  | AE Bridgwater    | 0        | 1            | 1      |

## Finalisti per nazione
| N° | Nazione     | Vittorie | Finali perse | Totale |
| -- | ----------- | -------- | ------------ | ------ |
| 1  | Inghilterra | 4        | 8            | 12     |
| 2  | Scozia      | 4        | 0            | 4      |

- Maggior numero di vittorie consecutive: 2 (Tom Dennis – 1923-1924, Nat Butler – 1926-1927)
- Vincitore più giovane: Walter Donaldson (25 anni, 1932)
- Vincitore più anziano: Tom Dennis (41 anni, 1923)